# Neuillé-Pont-Pierre

Neuillé-Pont-Pierre este o comună în departamentul Indre-et-Loire, Franța. În 1 ianuarie 2022 avea o populație de 2.238 de locuitori.